# Клюнійське абатство
Клю́нійське аба́тство (фр. abbaye de Cluny), або Клю́нійське аба́тство святи́х Петра́ і Павла (фр. Abbaye Saint-Pierre et Saint-Paul de Cluny) — колишнє бенедиктинське абатство у Клюні, Бургундія, Франція. Церква абаства була найбільшою будовою християнського світу, під час правління Наполеона Бонапарта була зруйнована. В наш час залишився лише невеличкий фрагмент церкви.

## Історія
У вересні 909 року герцог Аквітанії Гільйом I Благочестивий заснував на базі своєї вілли Клюні бенедиктинський монастир святих Петра й Павла. Першим настоятелем став абат Бернон. Відмінною рисою Клюні було те, що монастир було вилучено з-під влади як світських правителів, так і місцевого єпископа, та підпорядковано безпосередньо папі. Незабаром монастир, в якому дотримувався суворий бенедиктинський статут, став на чолі невеликої конгрегації з семи монастирів.

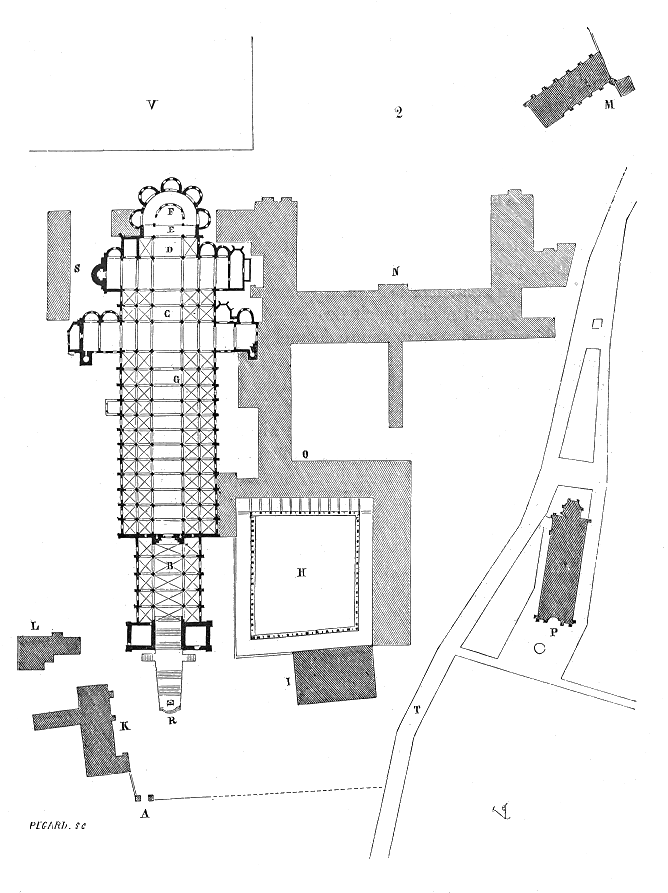
Реконструкція плану храму

Другим настоятелем монастиря був святий Одон Клюнійський, що став однією з головних дійових осіб Клюнійської реформи. У 931 році папа Іоанн XI подарував абату Одону привілей приймати під свою юрисдикцію монастирі, що проводили у себе Клюнійську реформу, суть якої полягала у відродженні суворого й аскетичного життя в період занепаду чернецтва. Ці привілеї сприяли швидкому зростанню конгрегації з центром у Клюні, незважаючи на потужну протидію французького єпископату, що не бажав втрачати контроль над французькими монастирями. За абата Оділона (994—1049) до Клюні належала вже більша частина французьких і бургундських монастирів. За настоятелів Гуго Клюнійського (1049—1109) й Петра Вельмишановного (1122—1157) саме абатство досягло розквіту, а конгрегація перетнула межі сучасної Франції, клюнійські монастирі з’явились в Італії, Іспанії, Англії, Німеччині й Польщі, а загальна їх кількість наближалась до 2000.
Монастир мав великий вплив та авторитет у суспільстві. Абати Клюні суттєво впливали на релігійну та світську політику. З абатства вийшло 12 кардиналів та кілька пап, у тому числі папа Григорій VII, ініціатор Григоріанської реформи, яка багато в чому базувалась на Клюнійській реформі. З перших дев’яти настоятелів Клюні п’ятеро були долучені до святих. У Клюні суворо стежили за дисципліною, надавали великого значення аскетизму. Особлива увага приділялась благоговійному здійсненню літургії, тривалим молитвам. Оскільки в абатстві заохочувалось мовчання, у Клюні було вироблено особливу жестову мову. У XII столітті монастирська бібліотека налічувала 570 манускриптів й була однією з найбільших у Європі.

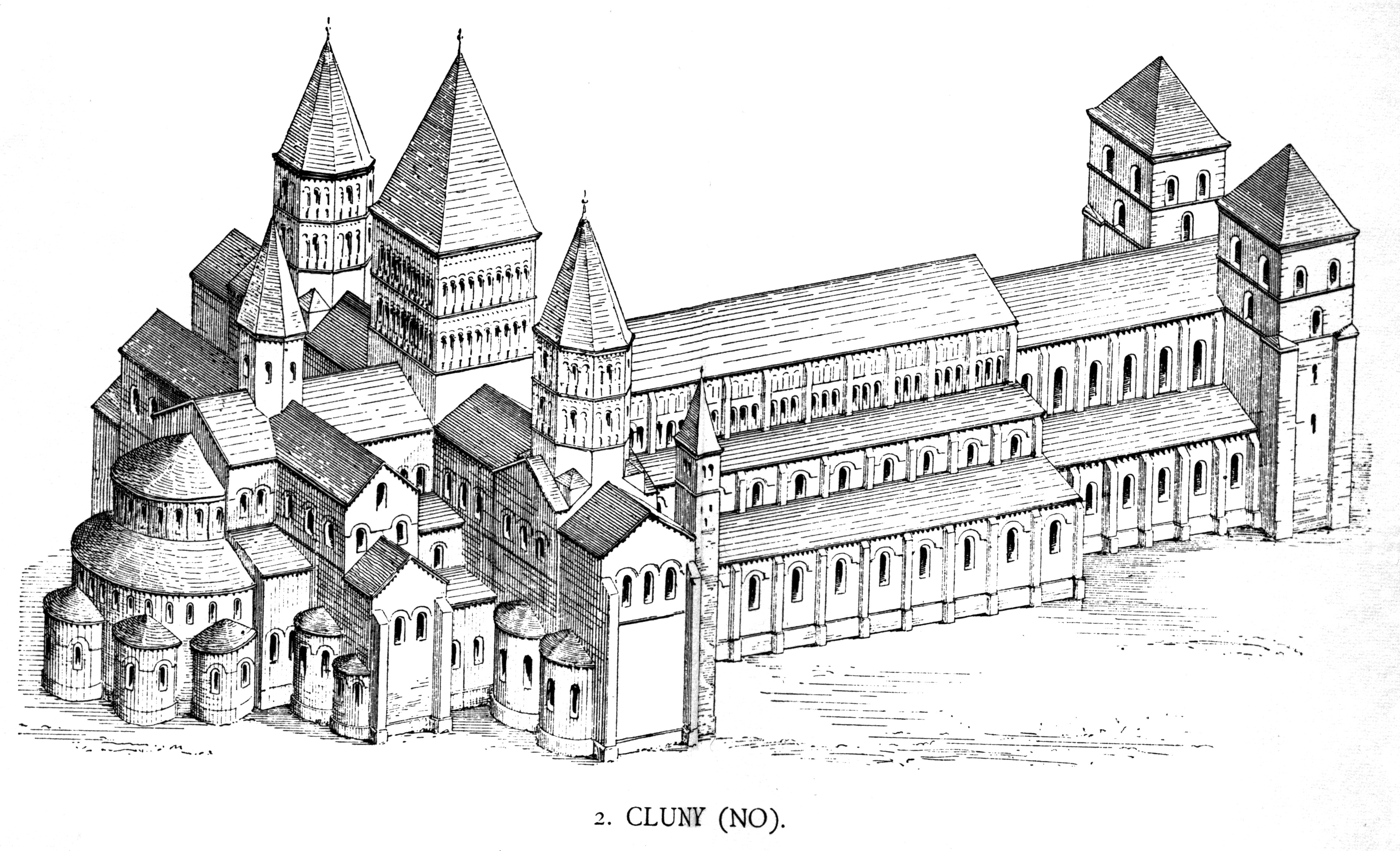
Клюні III (реконструкція)

Перший храм абатства (Клюні I) було зведено за абата Бернона у 927 році. Наприкінці X століття за абатів Майоля й Оділона церкву було цілком перебудовано (Клюні II). Гігантська базиліка, відома як Клюні III, була збудована у 1088—1095 роках і значно вплинула на романський стиль в архітектурі. Довжина базиліки становила 187 м, висота — 30 метрів, що робило її найбільшою церквою Європи аж до будівництва Собору Святого Петра.
З XIII століття почався поступовий занепад абатства, спричинений фінансовими проблемами, послабленням монастирських поглядів й возвеличенням інших чернецьких орденів, в першу чергу цистерціанців, іншої реформаторської гілки бенедиктинців, і знову створених жебрацьких орденів. 1516 року король Франції домігся права призначати абатів Клюні, що призвело до ще більшого занепаду монастиря. У 1562 році Клюні було цілковито розграбовано гугенотами.
Абатство Клюні закрили після Великої французької революції у 1790 році, за три роки його спалили і розграбували селяни. У 1798 році рештки абатства були продані й кілька десятиліть використовувались як каменоломня. До наших днів збереглось лише близько 10% базиліки Клюні III, в тому числі південна дзвіниця. Будівлі, що збереглись, були реставровані у XX столітті. Нині у будівлях абатства розміщується навчальний заклад — клюнійський центр Національної вищої школи мистецтв і ремесел.
Неподалік від Клюні знаходиться всесвітньо відома екуменістична громада Тезе.

## Перші абати монастиря
- Бернон (909—926)
- Одон (926—942), святий
- Аймар (942—954)
- Майоль (954—994), святий
- Оділон (994—1049), святий
- Гуго (1049—1109), святий
- Понс (1109—1122)
- Гуго II (1122—1122)
- Петро Вельмишановний (1122—1157), святий